# Hubert Delattre
Pour les articles homonymes, voir Delattre.
Hubert Delattre est un acteur français.

## Biographie
Hubert Delattre suit une formation d'acteur au cours Florent et commence une carrière théâtrale avec les metteurs en scène Jacques Décombe, Béatrice de La Boulaye et Brigitte Jaques-Wajeman.
Il tourne également au cinéma, avec notamment Pierre Jolivet et Frédéric Tellier dans L'Affaire SK1. À la télévision, c'est le rôle de Nounours qui le révèle au grand public dans la série Zone blanche sur France 2 et qui lui vaut, en 2017, le prix du meilleur espoir masculin au Festival des créations télévisuelles de Luchon,. Il participe également à la série Quadras sur M6, puis Alexandra Ehle avec Julie Depardieu et plus récemment Poulets grillés sur France 3.
Fin novembre 2022, il est annoncé en plein de tournage du téléfilm dramatique 12 ans, 7 mois, 11 jours (2024) d'Alexandre Coffre, aux côtés de Marie Denarnaud et Julie Gayet, pour France 2.

## Filmographie

### Acteur

#### Longs métrages
- 2005 : Zim and Co. de Pierre Jolivet : le recruteur du Club Med
- 2014 : L'Affaire SK1 de Frédéric Tellier : Pierrot
- 2019 : Furie d'Olivier Abbou : Éric Bolso
- 2021 : Ogre d'Arnaud Malherbe : un chasseur
- 2023 : Je verrai toujours vos visages de Jeanne Herry : le mec de Fanny
- 2023 : Monsieur, le Maire de Karine Blanc et Michel Tavares : Jeff Malone

#### Court métrage
- 2011 : 28 petits kilomètres d'Alexandre Detilleux
- 2014 : J'ai pas envie qu'on se quitte maintenant de Joachim Cohen : le voisin de la table
- 2015 : Alaska de Jim Vieille : Hubert

#### Téléfilms
- 2006 : Les Amants du Flore de Ilan Duran Cohen : Nergon
- 2015 : Sanctuaire d'Olivier Masset-Depasse : Nicolas
- 2019 : États d'urgence de Vincent Lannoo : Guillaume
- 2021 : L'Enfant de personne d'Akim Isker : Fabien
- 2021 : À la folie d'Andréa Bescond et Éric Métayer : le juge Torrealba
- 2021 : L'Invitation de Fred Grivois : Patrice Maupin
- 2023 : Sirènes d'Adeline Picault : Michael
- 2024 : 12 ans, 7 mois, 11 jours d'Alexandre Coffre : Sylvain Morel
- 2025 : Meurtres à Concarneau d'Adeline Darraux : Bruno Rivière

#### Séries télévisées
- 2008 : Boulevard du Palais : Sylvain Pessoa (saison 9, épisode 5 : La Geôle)
- 2014 : Léo Matteï, Brigade des mineurs : Benoît « Booster » Lelièvre (saison 2, épisode 2 Au nom du fils)
- 2015 : Templeton : Butch Templeton (10 épisodes)
- 2015 : Malaterra : Timothée Taddei (mini-série, 8 épisodes)
- 2017 : Glacé (mini-série, 2 épisodes)
- 2017 : Quadras : Damien (8 épisodes)
- 2017 : Das Boot : Claude Martin (6 épisodes)
- 2017-2019 :  Zone Blanche : Martial « Nounours » Ferrandis (mini-série, 16 épisodes)
- 2018-2021 : Alexandra Ehle : Pierre le taxidermiste (4 épisodes)
- 2019 : On va s'aimer un peu, beaucoup... : Serge Rougemont (saison 2, épisode 1 : Tom)
- 2021 :  Disparition inquiétante : Malek Lewanski (mini-série ; saison 1, épisode 3 : Instincts maternels)
- 2021 : Paris Police 1900 : Jules Guérin (mini-série, 8 épisodes)
- 2021 : Astrid et Raphaëlle : Mathias Forest (7 épisodes)
- 2021 : J'ai menti : Jean-Christophe Barreyre (mini-série, 6 épisodes)
- 2021 : Face à face : Yves Bazin (saison 1, épisode 8 Omission)
- 2021 : Meurtres à... : Gaspard Marechal (saison 9, épisode 7 : Meurtres à Blois)
- 2022 : Les 7 Vies de Léa : Pierre-Yves, adulte (4 épisodes)
- 2022 : Syndrome E : le capitaine Blanchart (saison 1, épisode 5)
- 2022 : Les Rivières pourpres : Éric (2 épisodes)
- 2022 : Désordres : le médecin (2 épisodes)
- 2022 : Le Voyageur : le juge Perron (saison 2, épisode 3 : Le Roi nu)
- 2022-2024 : Poulets grillés de Pascal Lahmani : Lebreton (3 épisodes)
- 2023 : Septième Ciel : Paul
- 2023 : Alex Hugo : Sébastien Dalmatte (saison 9, épisode 2 : La Part du diable)
- 2023 : Meurtres à... : Martin Delacroix (épisode Meurtres à Montauban)
- 2024 : L'Éclipse : David Levy
- 2024 : Nudes : Guillaume de Béranger (4 épisodes)
- 2024 : Machine : André (6 épisodes)
- 2024 : Erica de Frédéric Berthe : Dan
- 2025 : Je sais pas de Fred Grivois

### Réalisateur et scénariste
- 2013 : Robert et les Petits Ballons, co-écrit avec Clément Beauvais

## Théâtre
- 2005 : Du vice à la racine, de et mis en scène par Charif Ghattas, Festival Off d'Avignon
- 2008 : Victor Hugo, mon amour ou Aimer, c'est plus que vivre, d'après la correspondance de Juliette Drouet et Victor Hugo, mise en scène de Jacques Décombe, théâtre des Amants (Avignon), théâtre de la Condition des soies, Comédie Bastille
- 2009 : L'Écume des jours de Boris Vian, mise en scène de Béatrice de La Boulaye, théâtre Déjazet, théâtre de Belleville
- Pseudolus le truqueur de Plaute, mise en scène de Brigitte Jaques-Wajeman, théâtre de la Tempête

## Distinction
- Festival des créations télévisuelles de Luchon 2017 : meilleur espoir masculin pour Zone Blanche